# 香港電影提名奧斯卡最佳國際影片獎競賽列表
香港於1959年首次參與奧斯卡最佳國際影片獎，其後39次角逐該獎項。奧斯卡最佳外語片獎由美國電影藝術與科學學院頒發，為奧斯卡中頒發給年度美國以外最佳非英語電影的獎項。該獎項於2019年4月更名為「最佳國際影片獎」。

## 簡介
- 香港、台湾以及中國大陆獲美國電影藝術與科學學會視為三個參賽單位，各自遞交電影參賽。在香港方面，每年由香港電影製片家協會的「最佳外語片香港區評審委員會」挑選影片角逐奧斯卡[7]。
- 香港遞交的電影不少都是在中國大陸拍攝，包括幾齣時代盛裝電影（1966、1976、1991、2001和2006）、兩齣以京劇為背景的電影（1989、1993）、以中國農村為背景的電影（1969、1989、1984、1994）。香港也遞交了一齣描寫香港粵劇的電影（1996）、三齣有關香港三合會的電影（2001、2003、2007）、兩齣情景劇（1959、1964）、兩齣時下家庭劇（1995、1998）、兩齣體育題材電影（2015、2021）、兩齣三級電影（2016、2018）、關於移民到達和離開香港的電影（1990、1999），和幾齣超自然作品（1960、2002、2004、2008）、兩齣音樂劇（1963、2005）。2009年，香港首次選出臺灣拍攝的電影參賽。
- 迄今杜琪和許鞍華各有四部参选为最多之香港导演，李翰祥有三齣電影獲選，而岳楓、韋家輝、胡金銓、羅啟銳、嚴浩和王家衞則各有兩齣電影獲選。
- 歷年的提交名單當中，只有11部電影同為香港電影金像獎的「最佳電影」，包括《似水流年》、 《女人四十》 、 《香港製造》、 《千言萬語》、 《無間道》 、 《大隻佬》 、 《桃姐》 、 《一代宗師》、《黃金時代》 、 《少年的你》及《九龍城寨之圍城》 。
- 香港遞交的電影於2002年、2004年、2023年因不符合資格而被取消資格。2002年的《天脈傳奇》因戲中英語對白佔電影全片超過51%，多於奧斯卡規定的41％而遭取消資格。2004年的《大隻佬》因在2003年9月上映，不符合「不早於上一年10月1日上映」的映期要求而被取消資格，另一熱門影片《2046》也因上映過晚未能參選。2023年的《燈火闌珊》因片中演員任達華參與選片委員會投票，涉及「利益衝突」被取消資格，奧斯卡提議以第二高票的電影《毒舌大狀》參選，香港電影製片家協會否決該提議並決定放棄參選[8]。
- 目前，香港參與奧斯卡最佳國際影片獎的最佳成績為1991年的《大紅燈籠高高掛》、1993年的《霸王別姬》、2020年的《少年的你》 ，均入圍最後五强。

## 遞交作品
香港向奧斯卡獎遞交的電影如下，★代表香港電影金像獎最佳電影：
| 年份 （屆別） | 片名             | 語言             | 導演                                | 結果         |
| ------------- | ---------------- | ---------------- | ----------------------------------- | ------------ |
| 1959 第32屆   | 雨過天青         | 國語             | 岳楓                                | 未入圍       |
| 1960 第33屆   | 倩女幽魂         | 國語             | 李翰祥                              | 未入圍       |
| 1963 第36屆   | 梁山伯與祝英台   | 國語             | 李翰祥                              | 未入圍       |
| 1964 第37屆   | 新啼笑姻緣       | 國語             | 何夢華、岳楓、陶秦 羅臻、嚴俊、薛群 | 未入圍       |
| 1966 第39屆   | 大醉俠           | 國語             | 胡金銓                              | 未入圍       |
| 1969 第42屆   | 董夫人           | 國語             | 唐書璇                              | 未入圍       |
| 1976 第49屆   | 瀛台泣血         | 國語             | 李翰祥                              | 未入圍       |
| 1979 第52屆   | 空山靈雨         | 國語             | 胡金銓                              | 未入圍       |
| 1984 第57屆   | 似水流年 ★       | 粵語             | 嚴浩                                | 未入圍       |
| 1989 第62屆   | 七小福           | 粵語             | 羅啟銳                              | 未入圍       |
| 1990 第63屆   | 八兩金           | 粵語             | 張婉婷                              | 未入圍       |
| 1991 第64屆   | 大紅燈籠高高掛   | 國語             | 張藝謀                              | 入圍         |
| 1993 第66屆   | 霸王別姬         | 國語             | 陳凱歌                              | 入圍         |
| 1994 第67屆   | 天國逆子         | 國語             | 嚴浩                                | 未入圍       |
| 1995 第68屆   | 女人四十 ★       | 粵語             | 許鞍華                              | 未入圍       |
| 1996 第69屆   | 虎度門           | 粵語             | 舒琪                                | 未入圍       |
| 1998 第71屆   | 香港製造 ★       | 粵語             | 陳果                                | 未入圍       |
| 1999 第72屆   | 千言萬語 ★       | 粵語             | 許鞍華                              | 未入圍       |
| 2000 第73屆   | 花樣年華         | 粵語、滬語       | 王家衞                              | 未入圍       |
| 2001 第74屆   | 全職殺手         | 粵語、日語、英語 | 韋家輝、杜琪                        | 未入圍       |
| 2002 第75屆   | 天脈傳奇         | 英語             | 鮑德熹                              | 取消資格     |
| 2003 第76屆   | 無間道 ★         | 粵語             | 劉偉強、麥兆輝                      | 未入圍       |
| 2004 第77屆   | 大隻佬 ★         | 粵語             | 韋家輝、杜琪                        | 取消資格     |
| 2005 第78屆   | 如果·愛          | 國語             | 陳可辛                              | 未入圍       |
| 2006 第79屆   | 夜宴             | 國語             | 馮小剛                              | 未入圍       |
| 2007 第80屆   | 放·逐            | 粵語             | 杜琪                                | 未入圍       |
| 2008 第81屆   | 畫皮             | 國語             | 陳嘉上                              | 未入圍       |
| 2009 第82屆   | 淚王子           | 國語             | 楊凡                                | 未入圍       |
| 2010 第83屆   | 歲月神偷         | 粵語             | 羅啟銳                              | 未入圍       |
| 2011 第84屆   | 桃姐 ★           | 粵語             | 許鞍華                              | 未入圍       |
| 2012 第85屆   | 奪命金           | 粵語             | 杜琪                                | 未入圍       |
| 2013 第86屆   | 一代宗師 ★       | 粵語、國語       | 王家衞                              | 入選一月名單 |
| 2014 第87屆   | 黃金時代 ★       | 國語             | 許鞍華                              | 未入圍       |
| 2015 第88屆   | 破風             | 國語             | 林超賢                              | 未入圍       |
| 2016 第89屆   | 踏血尋梅         | 粤语             | 翁子光                              | 未入圍       |
| 2017 第90屆   | 一念無明         | 粤语             | 黃進                                | 未入圍       |
| 2018 第91屆   | 紅海行動         | 國語             | 林超賢                              | 未入圍       |
| 2019 第92屆   | 掃毒2天地對決    | 粵語             | 邱禮濤                              | 未入圍       |
| 2020 第93屆   | 少年的你 ★       | 國語             | 曾國祥                              | 入圍         |
| 2021 第94屆   | 媽媽的神奇小子   | 粵語             | 尹志文                              | 未入圍       |
| 2022 第95屆   | 風再起時         | 粵語             | 翁子光                              | 未入圍       |
| 2023 第96屆   | 燈火闌珊         | 粵語             | 曾憲寧                              | 取消資格     |
| 2024 第97屆   | 九龍城寨之圍城 ★ | 粵語             | 鄭保瑞                              | 未入圍       |
| 2025 第98屆   | 醬園弄           | 國語             | 陳可辛                              | 待定         |

## 另請參見
- 香港電影
- 获奥斯卡金像奖的非英语电影

## 外部連結
- The Official Academy Awards Database （页面存档备份，存于）
- The Motion Picture Credits Database （页面存档备份，存于）
- IMDb Academy Awards Page （页面存档备份，存于）